# Казуальна відеогра
Казуа́льні відеоі́гри — відеоігри, призначені для широкого кола користувачів.
Термін «казуальні» походить від латинського слова casualis, що означає — випадковий. Таким чином казуальні ігри — це ігри, в які грають від випадку до випадку, мимохідь, найчастіше — щоб якось «вбити» час.

## Особливості
Зважаючи на своє призначення такі ігри мають достатньо прості правила й не вимагають від користувача добрих навичок роботи з комп'ютером. Багато подібних ігор характеризуються також яскравою привабливою графікою та мінімумом тексту.
Простими казуальними іграми можливо назвати ті, які входять у стандартне постачання дистрибутивів операційних систем. До казуальних ігор відносяться такі ігри, як Lines, Tetris, Zuma, Zzed, головоломки тощо. Казуальні ігри за рівнем складності призначенні для будь-якої категорії користувачів.